# Natalia LL

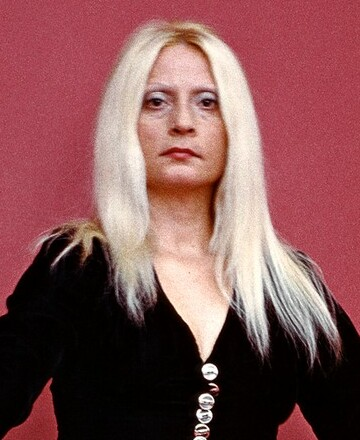
Natalia LL (1970)

Natalia LL (* 18. April 1937 als Natalia Lach in Żywiec, Polen; † 12. August 2022; bürgerlich Natalia Lach-Lachowicz) war eine polnische Künstlerin, die mit Fotografie, Grafik, Malerei, Performance und Videokunst arbeitete.

## Leben
Natalia Lach wurde 1937 im polnischen Żywiec geboren. Von 1946 bis 1956 ging sie in Bielsko-Biała zur Schule. Von 1957 bis 1963 studierte sie an der Akademie der Schönen Künste (Eugeniusz Geppert Academy of Fine Arts) in Breslau bei Professor Stanisław Dawski. 1963 schloss sie das Studium ab; im selben Jahr wurde sie Mitglied der Polnischen Union Bildender Künstler. Nach ihrer Heirat mit Andrzej Lachowicz 1964 nahm sie den Künstlernamen Natalia LL an. 1965 wurde sie Mitglied der Polnischen Vereinigung der Kunstfotografen ZPAF. 1967 hatte sie erste Einzelausstellungen in Warschau und in Berlin.
Zusammen mit Zbigniew Dłubak, Antoni Dzieduszycki und Andrzej Lachowicz war sie 1970 Mitbegründerin von PERMAFO (Abkürzung für Permanent Formalisation), einer Künstlergruppe mit Manifest und gleichnamiger Galerie (1970–1981), die sich auf experimentelle Fotografie zur investigativen Erforschung der sichtbaren Welt konzentrierte. Zusätzlich malte sie und schrieb kontinuierlich Texte über ihre Werke sowie über das Verhältnis von Kunst und Realität. Seit 1975 war sie in der internationalen Bewegung feministischer Kunst aktiv und beteiligte sich an verschiedenen Symposien und Ausstellungen.
1977 ging sie als Stipendiatin der Kosciuszko Foundation für drei Monate nach New York City. Mit Andrzej Will und Andrzej Lachowicz organisierte sie 1978 die International Drawing Triennial in Breslau und war auch 1981 und 1987 an deren Organisation beteiligt. 1985 verbrachte sie einige Monate in Kuweit, 1991 drei Monate in Wien als Artist in Residence des Vereins KulturKontakt Austria. Von 2004 bis 2013 war sie Senior Lecturer an der Universität für Bildende Künste in Posen. Sie starb im August 2022.

## Werke
Natalia LL war eine Konzeptkünstlerin und Fotografin, die aus der polnischen Avantgarde-Szene der 1960er Jahre hervorging. Während des Studiums beschäftigte sie sich mit Grafik, Malerei und Glasgestaltung. Fotografie wurde nur als zusätzliche Technik gelehrt; dennoch setzte sie sich vermehrt mit Fotografie auseinander und schuf Porträts und Nahaufnahmen.
Ende der 1960er Jahre setzte sie sich mit erotischer Fotografie auseinander, indem sie Körper durch extreme Close-Ups verfremdete. Danach fotografierte sie, beeinflusst von Idea Art, scheinbar unbedeutende Alltagshandlungen wie Essen, Schlafen, Sex, Ausruhen und Sprechen und bezeichnete diese als „permanente Aufnahmen“ (Permanent Registration, 1970–1972). Mit Fotos und Videos persiflierte sie die Bildwelt der Werbung in Fernsehen und Presse der 1970er und -80er Jahre.
Ihre Serie Consumer Art (1972–1975) zeigte Nahaufnahmen von Frauen, die Nahrungsmittel wie Bananen, Würste und Melonen aßen oder abschleckten, was als Kritik und Infragestellung der Darstellung der Frau in der Pornografie angesehen wurde. 1975 entstand die Serien Post-Consumer Art, Fotografien in Verbindung mit Texten, sowie Artificial Photography, mit Betonung rein fotografischer Verfremdungsmöglichkeiten. 1978 verbildlichte sie die Performances Dreaming, wofür sie vor Publikum schlief und Schlafende beobachtete, um die unterbewusste visuelle Perzeption einzufangen; dies in einem hölzernen Modell der Cheops-Pyramide in einem Vorort von Breslau.
Für Points of support sollte ein Körper wie eine Antenne fungieren, um Botschaften aus dem Universum einzufangen. Anfang der 1980er Jahre entstanden die Serien der Performances A Touch of Devil und Drawings from Pyramid mittels Malerei und fotografischer Registrierung, aber auch mit dem Hinweis auf die grundsätzliche Bedeutung des Zeichnens. Malerei ergänzte zunehmend ihr Werk und hatte auch für die Séance States of concentration (1984) eine komplementäre Funktion (The Mountain of Perfection, Mount Carmel).
1987 entstand Loose Space, ein Werk aus Malerei, Fotografie, Film und Video in Begleitung eines Textes. Für Panicky Fear sowie weitere Fotoserien überarbeitete sie großformatige Schwarz-Weiß-Studio-Fotografien mit Acrylmalerei bis hin zur fast vollständigen Übermalung. Ab 1991 entstanden sowohl Installationen als auch Gemälde und Video-Dokumentationen von Performances, z. B. The Witch. 1996 machte sie Nahaufnahmen von Baumstümpfen mit dem Titel Soul of Tree; nach Überflutungen 1997 in Breslau widmete sie sich dem Thema des Versinkens in Wasser.
Ab 1999/2000 wendete sie sich der Farbfotografie in sehr großen Formaten zu, für die sie sich selbst inszeniert und mehrfach belichtete: z. B. Birth According to the Body, Freedom Birds, Erotism of Terror und Double Head lauten die Titel dieser Serien. Für die Serie Fury Hairiness griff sie ihres Fotos mit dem Titel Animal Art von vor 30 Jahren wieder auf.
2018 wurde die ZW Foundation gegründet, um das Werk von Natalia LL zu archivieren und zu erhalten. Dort liegt auch das Archiv der PERFMAFO-Galerie.
Im April 2019 entfernte das National Museum in Warschau aus einer Ausstellung Werke von Natalia LL, Katarzyna Kozyra und des Duos Karolina Wiktor und Aleksandra Kubiak, nachdem es eine anonyme Anzeige erhalten hatte. Diese Zensur feministischer Kunst führte zu verbreiteten Protesten und zu einer Bewegung namens "#bananagate".

## Auszeichnungen
- 2007 Silbermedaille für kulturelle Verdienste Gloria Artis des polnischen Ministerium für Kultur und Nationales Erbe[7]
- 2013 Katarzyna Kobro Award
- 2018 Rosa Schapire Art Prize

## Ausstellungen

### Einzelausstellungen
- Natalia LL. The Mysterious World, Francisco Carolinum, Linz 2021[8]
- Natalia LL. Intimate Photography, Galerie Steinek, Wien 2018
- Doing Gender, lokal_30, Warschau 2013
- Natalia LL – Opus Magnum, Ernst Múzeum, Budapest 2012
- The Whole of the Parts, Galeria Wangarda BWA, Warschau 2005
- Ogrody personlizmu/Gardens of Personalism, Centrum Sztuki Współczesnej Zamek Ujazdowski, Warschau 1998
- Allusive Space, Frauenmuseum, Bonn 1995
- Piramida/Pyramid, Galeria Spojrzenia, Warschau 1980

### Gruppenausstellungen
- Natalia LL, Józef Robakowski, Ewa Juszkiewicz, gallery lokal_30 at Frieze New York City, USA 2016
- Gender Check, Femininity and Masculinity in the Art of Eastern Europe, mumok Museum Moderner Kunst – Stiftung Ludwig Wien & Zachęta National Gallery of Art Warschau, Polen
- Rebelle: Art and Feminism 1969–2009, Museum voor Moderne Kunst, Arnheim, Niederlande 2009
- Darkside – Photographic Desire and Sexuality Photographed, Fotomuseum, Winterthur, Schweiz 2008
- La photographie polonaise, Centre Georges Pompidou, Paris, Frankreich 1982
- Bienal de São Paulo, Brasilien 1979[9]
- "Kompendium", Zbigniew Dłubak, Natalia Lach-Lachowicz, Andrzej Lachowicz, Museum für Kunst der Gegenwart, Breslau, Polen 1970

## Abbildungen

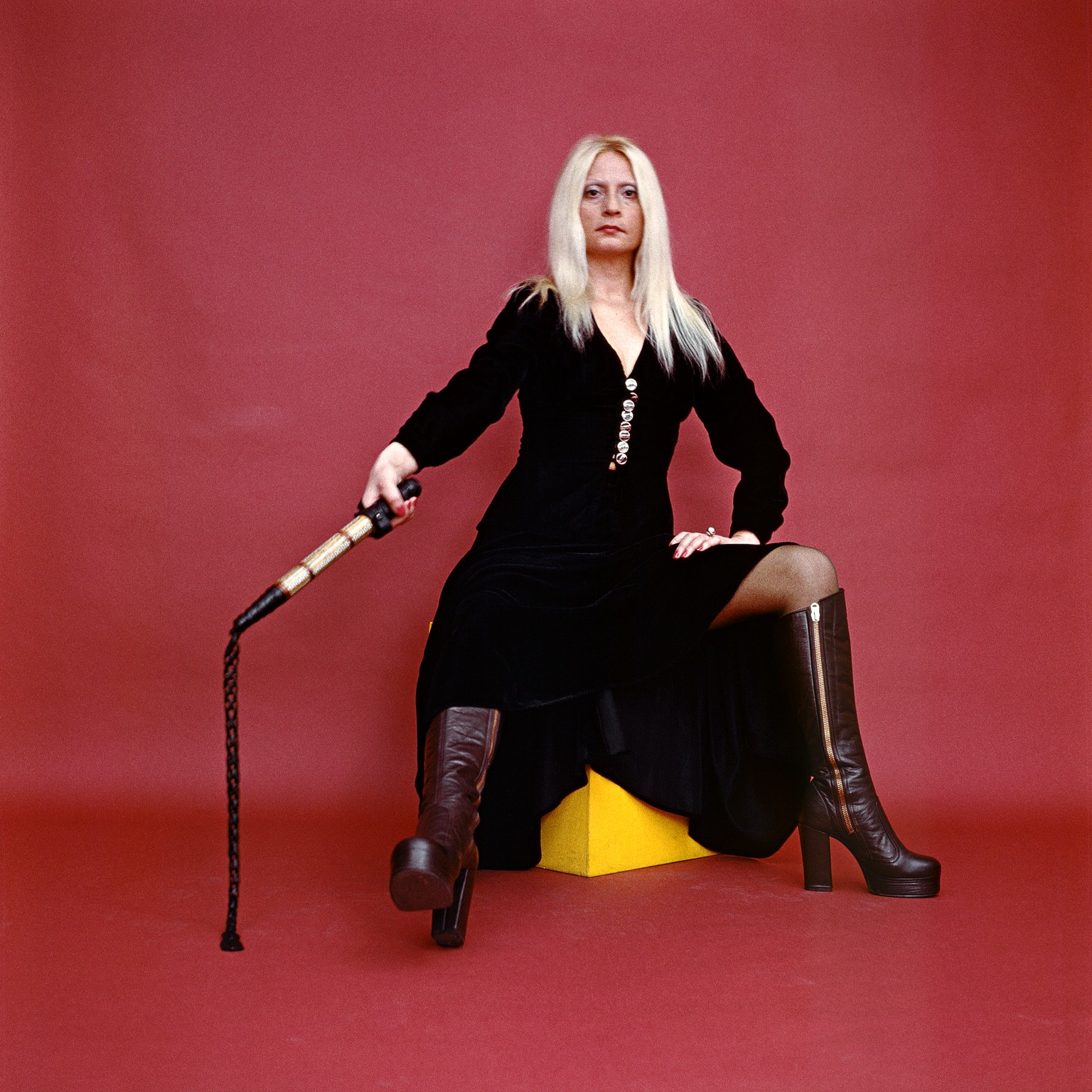
Aksamitny terror (Samt-Terror), 1970
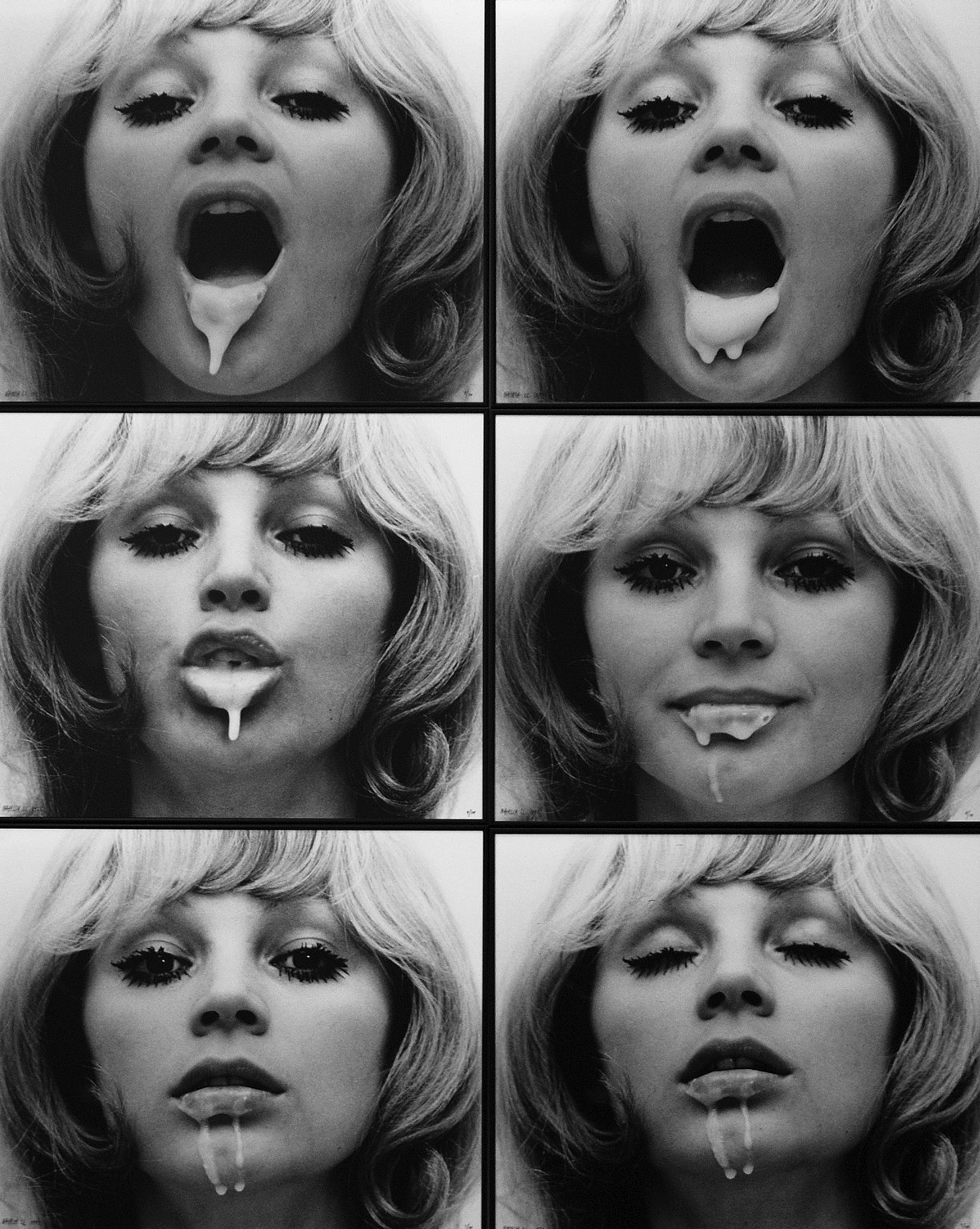
Sztuka Postkonsumpcyjna (Post Consumer Art), 1975
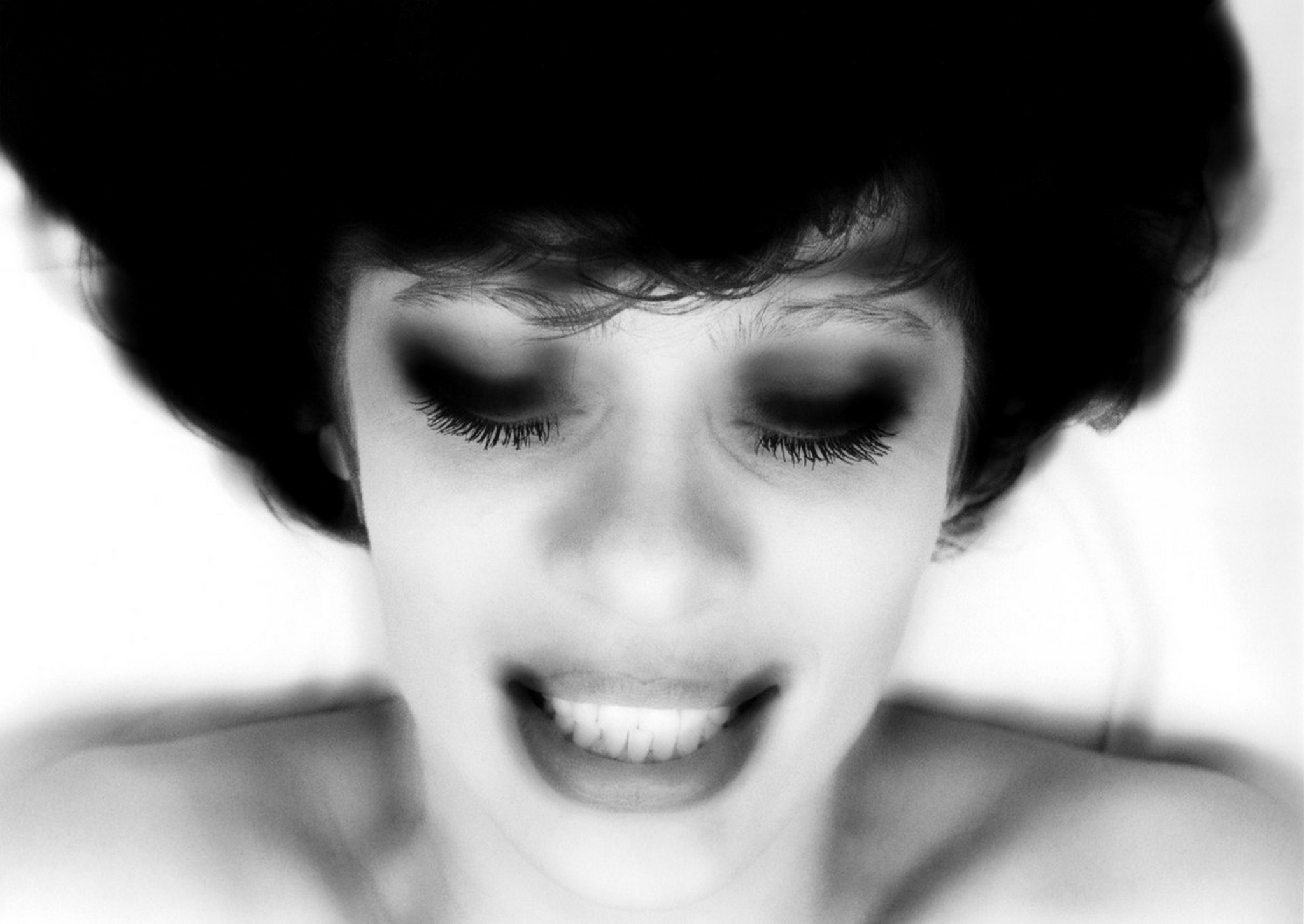
Śnienie (Träumend), 1978
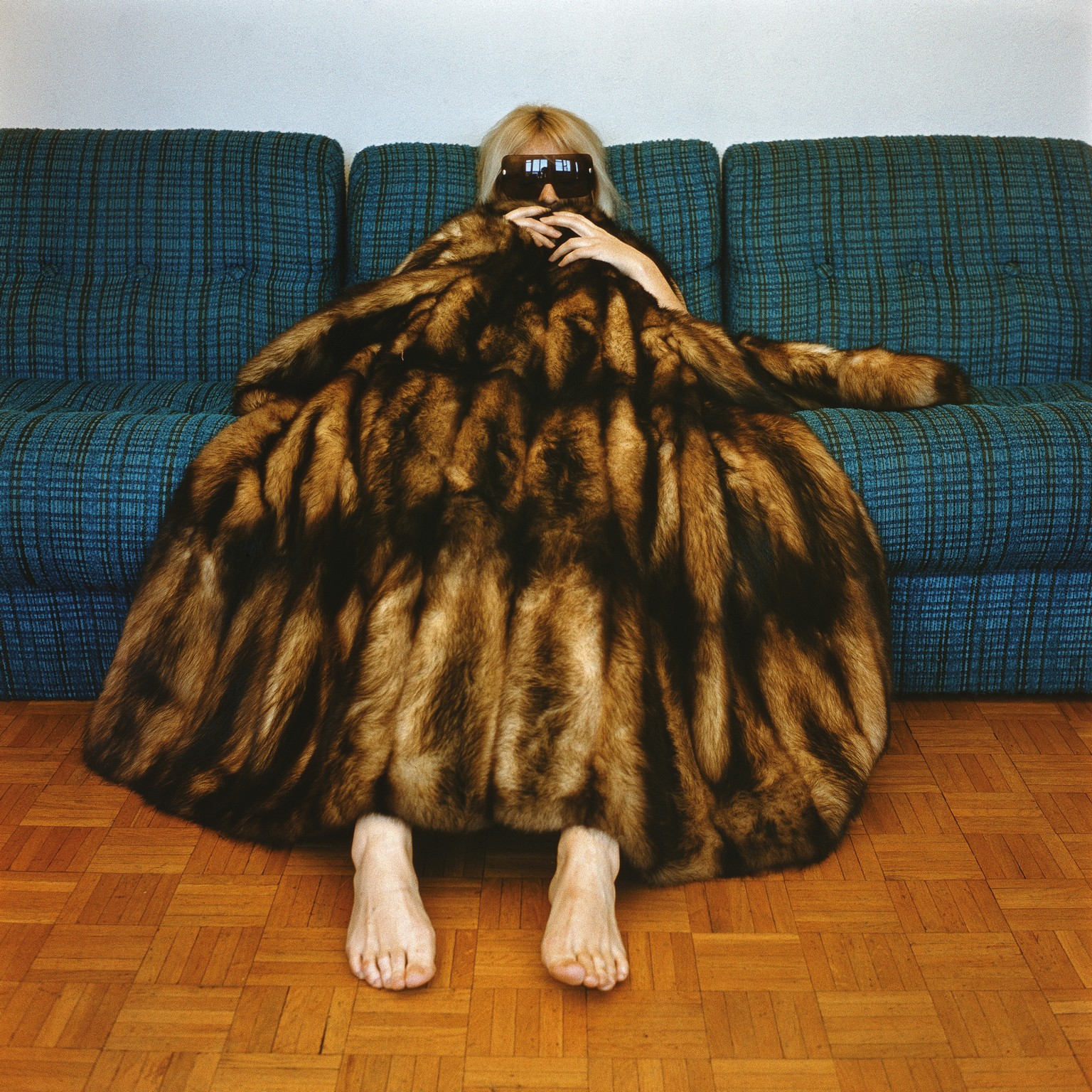
Sztuka zwierzęca (Animal Art), 1978
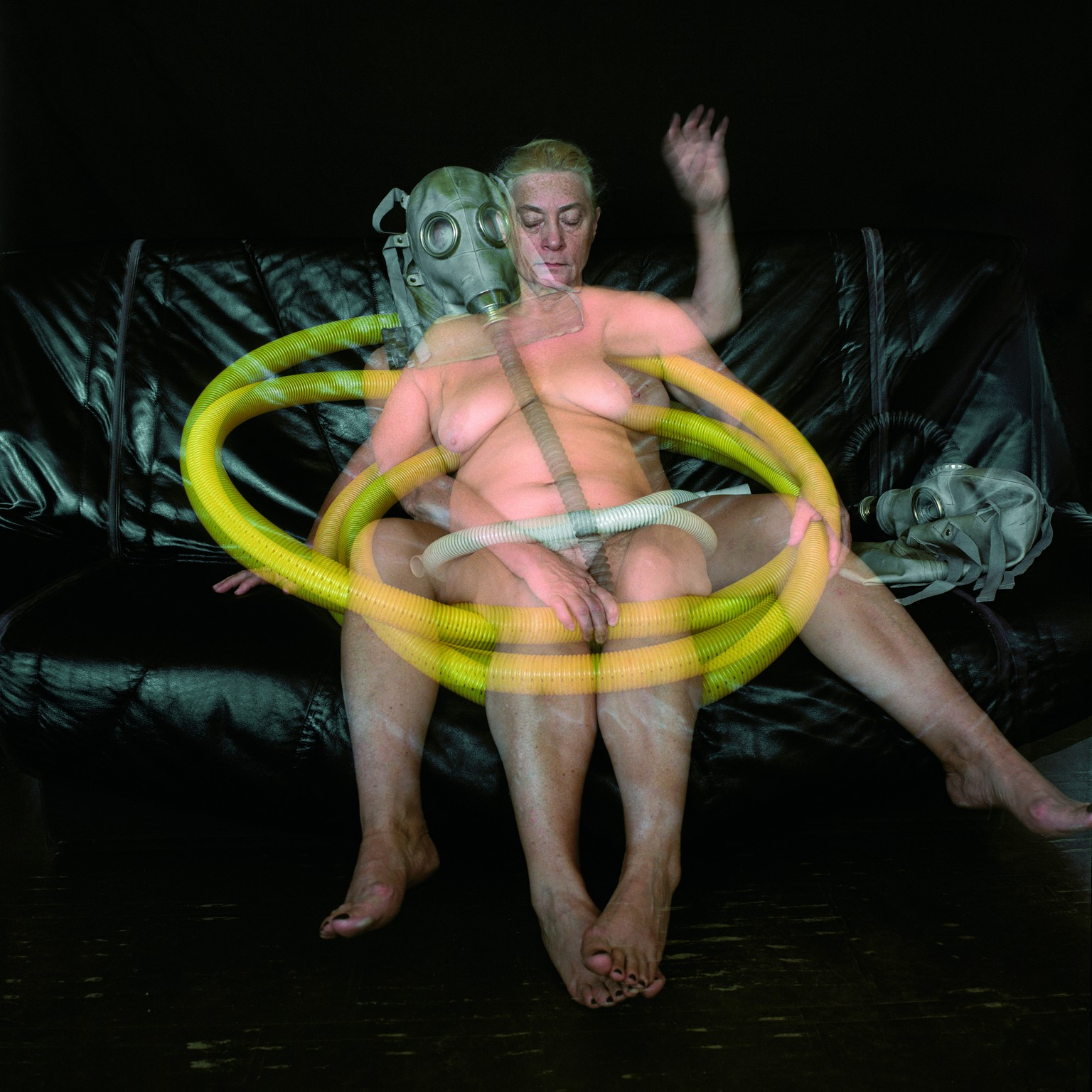
Erotyzm trwogi (Die Erotik der Angst), 2004